# Mario Tiengo
Mario Tiengo (Adria, 30 aprile 1922 – Pavia, 3 settembre 2010) è stato un medico italiano, ricercatore nel campo della fisiopatologia e neurofisiologia, noto per essere stato tra i fondatori in Italia della terapia del dolore e primo titolare al mondo di una cattedra universitaria sulla terapia del dolore..

## Biografia
Figlio degli adriesi Carlo Tiengo, prefetto, e Velia Gusella, maestra, dopo la maturità classica, conseguita a Venezia, si trasferisce a Milano dove si laurea con una tesi in neurofisiologia nel 1947 in Medicina e Chirurgia. Assistente del Prof. Margaria, pubblica nei primi anni Cinquanta presso l'Accademia dei Lincei i primi studi sulla fisiologia. Nel 1954 si diploma in anestesia, disciplina di cui diventerà libero insegnante dal 1960 e dal 1973 titolare della cattedra presso l'Università Statale di Milano.
Nel 1976 è tra i fondatori della sezione italiana dell'International Association for the Study of Pain fondata a Seattle nel 1973 dall'italo americano John Bonica, pioniere della terapia del dolore negli Stati Uniti, denominata Associazione Italiana per gli Studi sul Dolore (AISD) di cui è presidente tra il 1982 ed il 1985.
Nel 1982 è titolare della cattedra di Professore Ordinario di Fisiopatologia e Terapia del Dolore a Milano, prima a livello mondiale. Due anni più tardi è fondatore e direttore del padiglione "Pier Ettore Bergamasco" sulla terapia del dolore.
Autore di oltre 600 pubblicazioni e 28 libri, tra gli anni Ottanta e Novanta ha collaborato con il filosofo Karl Popper e lo scienziato John C. Eccles sul problema mente-cervello, rifacendosi alla loro teoria dei "tre mondi". Dopo il pensionamento viene nominato dal Ministero dell'Università nel 1997 Professore Emerito di Fisiopatologia e Terapia del dolore presso l'Università Statale di Milano e l'anno successivo diventa professore a contratto dell'Università di Torino.
Ha fondato l'AILAD (Associazione Italiana per la lotta al Dolore) di cui è stato presidente.
Nel 2003 è membro del Direttivo Scientifico della "Fondazione John C. Eccles" di Locarno. Nel 2005 è stato tra gli organizzatori dell'XI congresso mondiale della IASP sul dolore a Sydney. Tra le altre attività è stato inoltre tra i fondatori del Gruppo Culturale Pittori di via Bagutta e presidente per tre anni della Società del Giardino.
Massone, fu membro della loggia milanese Giosuè Carducci N. 25, del Grande Oriente d'Italia.

## Premi e riconoscimenti
- Nel 1993 viene nominato membro onorario della International Association for the Study of Pain.[2]
- Nel 2007 riceve il Premio Galeno.[7]
- Riceve il premio Moricca 2003 dal International Agency for Pain Study and Research.
- Il suo nome è stato iscritto nel Famedio, il "Pantheon" del cimitero della città di Milano, a commemorazione dei suoi cittadini illustri.[5]

## Opere
- 1983 - Anestesia e rianimazione per l'odontoiatra (Raffaello Cortina, con Gian Franco Di Nino)
- 1989 - Il dolore. Aspetti diagnostici e terapeutici (Fogliazza, con Rocco Ungaro e Fausto Salaffi)
- 1992 - Il dolore in ambulatorio (Momento Medico)
- 1995 - Guarire dal dolore (BUR, con Massimo Zoppi)
- 1996 - Fisiopatologia e terapia del dolore (Elsevier, con C. Benedetti)
- 1999 - Regional anaesthesia. Analgesia and pain management (Springer Verlag, con V. Antonella Paladini, Narinder Rawal)
- 2000 - Il dolore e la mente (Springer Verlag)
- 2001 - La percezione del dolore: ruolo della corteccia frontale (Springer Verlag)
- 2003 - Le basi farmacologiche della terapia del dolore (Edi-Ermes, con Alberto Panerai)
- 2004 - Il dolore. Una prospettiva antropologica (MNL)
- 2005 - The drugs experience. Ibuprofene (CD-Rom, Lingo Communications, con Renato Coluccia)
- 2006 - Dolore ed energia (Mattioli 1885, con Diego Beltrutti e Steven F. Brena)
- Farmaci nella terapia del dolore (Edi. Ermes, con Giorgio Racagni e Carlo Nobili)